# خیرت
خیرت (به ترکی آذربایجانی: Xırt) یک منطقه مسکونی در جمهوری آذربایجان است که در شهرستان قوبا واقع شده است. خیرت ۱۴۵ نفر جمعیت دارد.